# Palazzo Crivelli
Palazzo Crivelli è un palazzo storico di Milano situato in via Pontaccio n. 12.

## Storia e descrizione

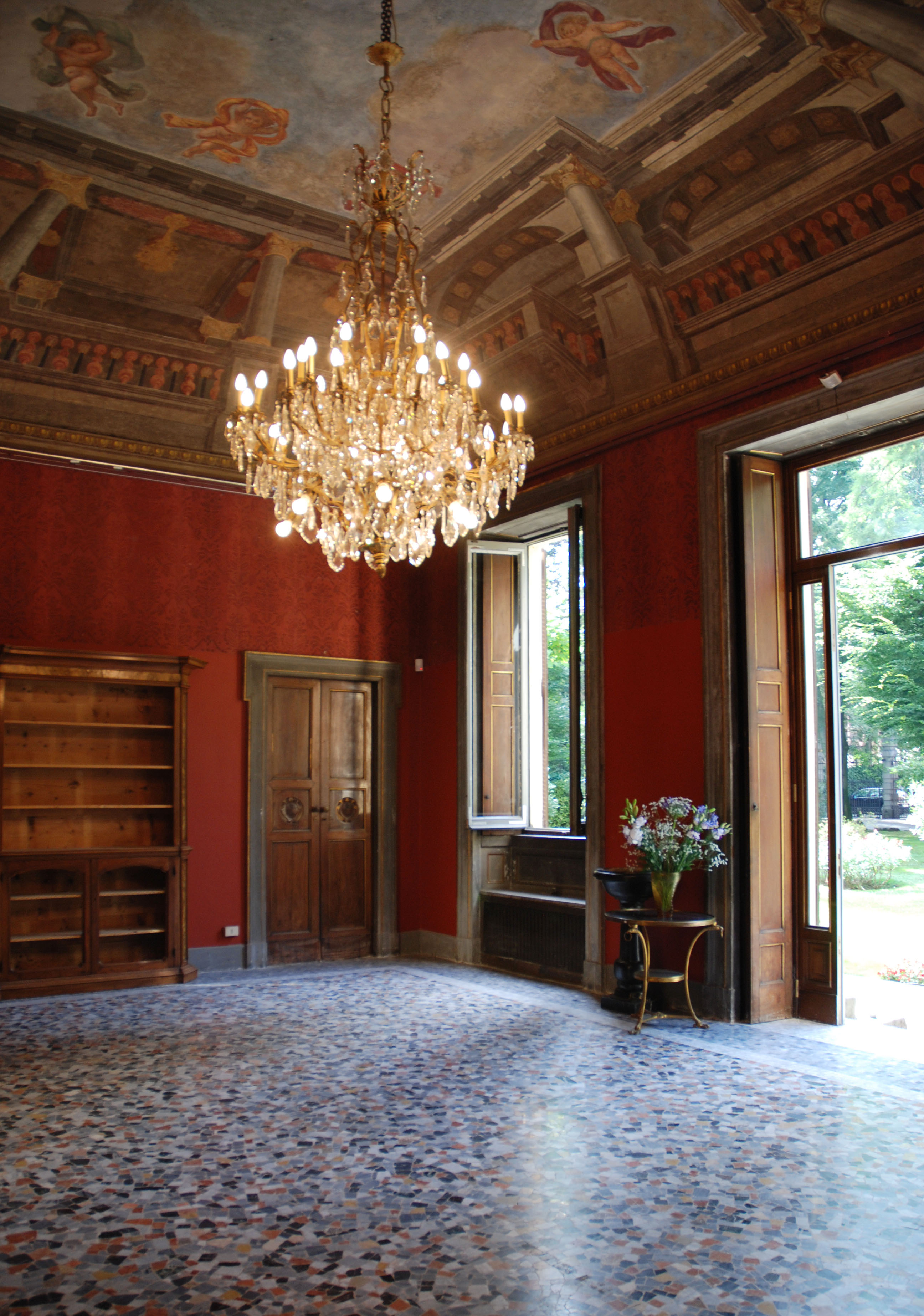
Affreschi interni

La costruzione del palazzo risale alla fine del XVII e l'inizio del XVIII secolo, cioè tra quando don Flaminio Crivelli comprò un'area occupata rispettivamente da proprietà e palazzi delle famiglie Majno e Minola e quando ottenne nel 1705 l'autorizzazione a costruire il monumentale palazzo "invadendo" la strada, ovvero ad occupare col palazzo una porzione di strada.
L'edificio superstite attuale era un tempo esteso per circa il doppio dell'attuale superficie, mentre il resto dell'isolato compreso tra le odierne via Solferino e via San Simpliciano era occupato da giardini e altre proprietà della famiglia. Il palazzo, impostato su due piani, presenta un portale con arco leggermente strombato, racchiuso tra lesene, architravato sormontato da mensole a doppia voluta a reggere un balcone in ferro battuto "rigonfio"; per il resto la decorazione del fronte è piuttosto scarna, specie per un palazzo dell'epoca, con finestre circondate da semplici cornici in stucco. 
Il cortile interno si presenta porticato su due lati con colonne di ordine tuscanico, mentre tra i migliori conservati a Milano è lo scalone d'onore a doppia tenaglia in pietra con parapetti riccamente scolpiti e inframezzati da pilastrini che reggono vasi. Notevole è la decorazione a fresco delle stanze padronali, fortunatamente scampata al devastante incendio che colpì il palazzo nel 1943.